# Jordan Belfi
Jordan Christopher Belfi (Los Angeles, 30 november 1978) is een Amerikaans acteur.

## Biografie
Belfi studeerde in 2000 af in film aan de Wesleyan universiteit in Middletown (Connecticut).
Belfi begon in 1990 met acteren in de film Elephant in the Living Room, waarna hij nog meerdere rollen speelde in films en televisieseries. Naast het acteren voor televisie is hij ook actief in lokale theaters.

## Filmografie

### Films
Uitgezonderd korte films.
- 2023 V/H/S/85 - als dr. Spratling
- 2023 Nefarious - als dr. James Martin
- 2022 The Mistress - als Alan
- 2022 Don't Look at the Demon - als Matty
- 2021 Violet - als Ron Moore
- 2020 The Billionaire - als Julius Sagamore
- 2019 Foster Boy - als Jeff Masters
- 2018 American Curious - als David
- 2017 Eyewitness - als Michael
- 2017 Saturn Returns - als Doug
- 2016 Better Criminal - als rechercheur William Doyle
- 2016 American Curious - als David
- 2016 Badlands of Kain - als Mack
- 2014 Homecoming - als Sean
- 2014 Beyond the Lights - als Steve Sams
- 2013 Snow Bride - als Ben Tannenhill
- 2013 Pawn - als Patrick
- 2013 Chlorine - als Doug
- 2012 The Sacred - als Brian
- 2012 The Millionaire Tour - als Greg
- 2010 Across the Line: The Exodus of Charlie Wright - als Jimmy
- 2010 Bedrooms - als Julian
- 2010 Christina - als Billy Calvert
- 2009 Surrogates - als Victor Welch
- 2008 Remarkable Power - als Skip
- 2007 Spellbound - als Collin
- 2007 Mexican Sunrise - als Ryan
- 2007 Ten Inch Hero - als Fuzzy22
- 2007 The Trouble with Romance - als Charlie
- 2006 Pope Dreams - als Lucas Bowman
- 2005 Breadwinners - als David Townsend
- 2005 Blood Deep - als Gregg
- 2002 Sex and the Teenage Mind - als Scott Jordan
- 2001 Close to Home - als Don
- 1993 Remote - als Ben
- 1990 Elephant in the Living Room - als ??

### Televisieseries
Uitgezonderd eenmalige gastrollen.
- 2018-2022 All American - als schoolhoofd Ed Landon - 10 afl.
- 2021 Good Girls - als Z - 6 afl.
- 2019 9-1-1 - als Chase Mackey - 2 afl.
- 2019 Chicago Fire - als Bradley Boyd - 2 afl.
- 2015 Scandal - als congreslid Nicholas Reed - 2 afl.
- 2011-2013 Castle - als Beau Randolph - 2 afl.
- 2012 Grey's Anatomy - als Nick - 2 afl.
- 2010 Look - als Andy - 3 afl.
- 2004-2009 Entourage - als Adam Davies - 14 afl.
- 2007-2008 Moonlight - als Josh Lindsey - 7 afl.
- 2006-2007 Close to Home - als John Marinelli - 2 afl.
- 2007 Shark - als Neal Donovan - 3 afl.
- 2007 The Singles Table - als Doug - 3 afl.

### Computerspellen
- 2012 Medal of Honor: Warfighter - als marinier

- International Standard Name Identifier: 0000 0001 1866 062X
- Library of Congress Control Number: no2011048084
- Virtual International Authority File: 169862371
- WorldCat: E39PBJvd3bXy49HRQCrVC6qYT3